# UT (album)
UT è il quarto album in studio del gruppo musicale italiano New Trolls, pubblicato nel 1972.

## Descrizione
Dopo l'insuccesso commerciale del precedente album Searching for a Land, i cui testi erano interamente in inglese, il gruppo tornò a scrivere in italiano, per giunta biasimando la scelta passata con una citazione dal Convivio di Dante Alighieri «contro i dispregiatori del volgare», riportata all'interno della copertina apribile:
(Convivio I, XI, 2)
Altra caratteristica del disco è il contributo ridotto di Vittorio De Scalzi, presente solo nel brano I cavalieri del lago dell'Ontario. Per il resto, si tratta di fatto del primo lavoro della stessa formazione che, l'anno seguente, pubblicò l'album Canti d'innocenza canti d'esperienza come «Nico, Gianni, Frank, Maurizio» e subito dopo prese il nome di Ibis.
Dopo quest'album, i New Trolls rimasero inattivi – perlomeno nominalmente – fino al 1975, proprio a causa del temporaneo allontanamento dal gruppo di Vittorio De Scalzi – unico depositario del nome "New Trolls" presso la SIAE – il quale nel frattempo unì le forze con un altro membro fondatore della band genovese, Giorgio D'Adamo, e altri musicisti tra cui il batterista Tullio De Piscopo, pubblicando due album a nome: New Trolls Atomic System.

## Tracce
Lato A
1. Studio – 3:05 (musica: Johann Baptist Cramer, Maurizio Salvi)
2. XXII strada – 1:55 (musica: Nico Di Palo, Maurizio Salvi)
3. I cavalieri del lago dell'Ontario – 4:05 (testo: Agostino Paolo Chiabrera, Gianni Belleno – musica: Nico Di Palo, Maurizio Salvi)
4. Storia di una foglia – 3:00 (testo: Daina Dini, Frank Laugelli, Gianni Belleno – musica: Nico Di Palo, Maurizio Salvi)
5. Nato adesso – 7:55 (testo: Daina Dini, Gianni Belleno – musica: Maurizio Salvi, Nico Di Palo)

Lato B
1. C'è troppa guerra – 9:53 (testo: Daina Dini, Gianni Belleno – musica: Nico Di Palo)
2. Paolo e Francesca – 6:06 (testo: Agostino Paolo Chiabrera, Gianni Belleno – musica: Nico Di Palo)
3. Chi mi può capire – 4:35 (testo: Aldo Martinis, Gianni Belleno – musica: Nico Di Palo, Maurizio Salvi)

## Formazione
- Nico Di Palo – chitarra, voce solista
- Vittorio De Scalzi – chitarra Leslie, cori
- Maurizio Salvi – pianoforte, organo Hammond, eminent, sintetizzatore
- Frank Laugelli (alias Frank Rhodes) – basso
- Gianni Belleno – batteria, voce